# Hamza Demir
Hamza Demir, född 15 september 1956 i Turkiet, är en svensk politiker (vänsterpartist), som var ordinarie riksdagsledamot 2017–2018 för Västra Götalands läns västra valkrets.
Han utsågs till ordinarie riksdagsledamot från och med 1 november 2017 sedan Wiwi-Anne Johansson avsagt sig uppdraget som riksdagsledamot. I riksdagen var han suppleant i civilutskottet, socialutskottet och trafikutskottet.